# Type 92 (cannone)
Il cannone da 10 cm Type 92 (九二式十糎加農砲?, Kyūni-shiki Jyū-senchi Kannohō) era un cannone campale pesante usato dall'Esercito imperiale giapponese durante la seconda guerra sino-giapponese e la seconda guerra mondiale. Esso doveva sostituire il Type 14 da 100 mm nel servizio di prima linea. Il nome era dovuto all'anno di adozione da parte dell'Esercito imperiale giapponese, anno imperiale 2592, corrispondente al 1932 del calendario gregoriano.

## Storia

### Sviluppo e produzione
Il Type 92 fu sviluppato dal 1923 al 1924, come alternativa a lunga gittata degli esistenti cannoni campali da 75 mm. La produzione venne ritardata da problemi tecnici, in particolare dal desiderio dell'Esercito imperiale di ridurre al minimo il peso dell'arma, e da requisiti addizionali emessi dalla forza armata nel 1927 per incrementare la gittata a 17.500 m quando l'arma era ormai pronta. Un prototipo soddisfacente venne infine completato nel 1932 e, dopo estese prove, il pezzo entrò in produzione; il cannone entrò in servizio nel 1934. Furono prodotte in totale 180 unità.

### Impiego operativo
Nonostante il progetto esaltasse la mobilità da pezzo campale, il Type 92 venne usato con successo per il fuoco di controbatteria a lungo raggio e per il bombardamento. Il battesimo del fuoco lo ebbe con il 7º Reggimento indipendente di artiglieria pesante campale durante la battaglia di Khalkhin Gol contro l'Armata Rossa. In seguito venne utilizzato nella campagna delle Filippine nel 1942, durante l'assalto a Bataan e a Corregidor; venne schierato a Guadalcanal e usato nel bombardamento di Henderson Field.
Il Type 92 sostituì pressoché completamente il Type 14. Il pezzo incorporava tutte le caratteristiche standard dei progetti giapponesi del 1930-1936. La lunga canna, la culla corta, la lunga coda d'affusto e la sagoma relativamente bassa gli conferivano un aspetto moderno, insolito per i pezzi nipponici. In posizione di marcia la canna veniva arretrata tramite un paranco e bloccata sulla culla. Buone anche le prestazioni, in particolare il massivo peso della granata rispetto alla leggerezza del complesso. Tuttavia dai rapporti dal fronte risulta che l'arma sparasse raramente alla gittata massima, in quanto la carica richiesta tendeva a danneggiare il sistema di rinculo. Negli anni successivi all'introduzione questi problemi al freno di sparo erano talmente frequenti che la batteria era dotata di pezzi di ricambio e provvedeva alla sostituzione delle componenti danneggiate direttamente sul campo. L'arma dava alcuni grattacapi anche quando sparava ai limiti estremi dell'arco di brandeggio, ma non è dato sapere se quest'ultimo problema dipendesse da un difetto progettuale o dall'errato posizionamento dei vomeri.

## Tecnica
La canna era dotata di otturatore a vite interrotta a tre sezioni filettate. Il sistema di rinculo era idropneumatico. L'affusto era del tipo a code divaricabili; ognuna delle due code aveva tre vomeri, che però presentavano lo svantaggio di dover essere infissi manualmente nel terreno; code e vomeri erano smontabili. Le ruote erano in legno con gomme piene, progettate per il traino animale, ma il pezzo poteva essere trainato da un autocarro da 5 tonnellate. La lunghezza della canna rappresentava spesso un problema negli spostamenti.
Il cannone sparava una granata HE standard da 15,7 kg a 13 km, mentre la granata speciale a lunga gittata raggiungeva i 18 km. A questi proietti si affiancavano granate a caricamento chimico, proietti perforanti, fumogeni ed incendiari.